# Grammodes paerambar
Grammodes paerambar är en fjärilsart som beskrevs av Brandt 1939. Grammodes paerambar ingår i släktet Grammodes och familjen nattflyn. Inga underarter finns listade i Catalogue of Life.